# Dietrich Inc

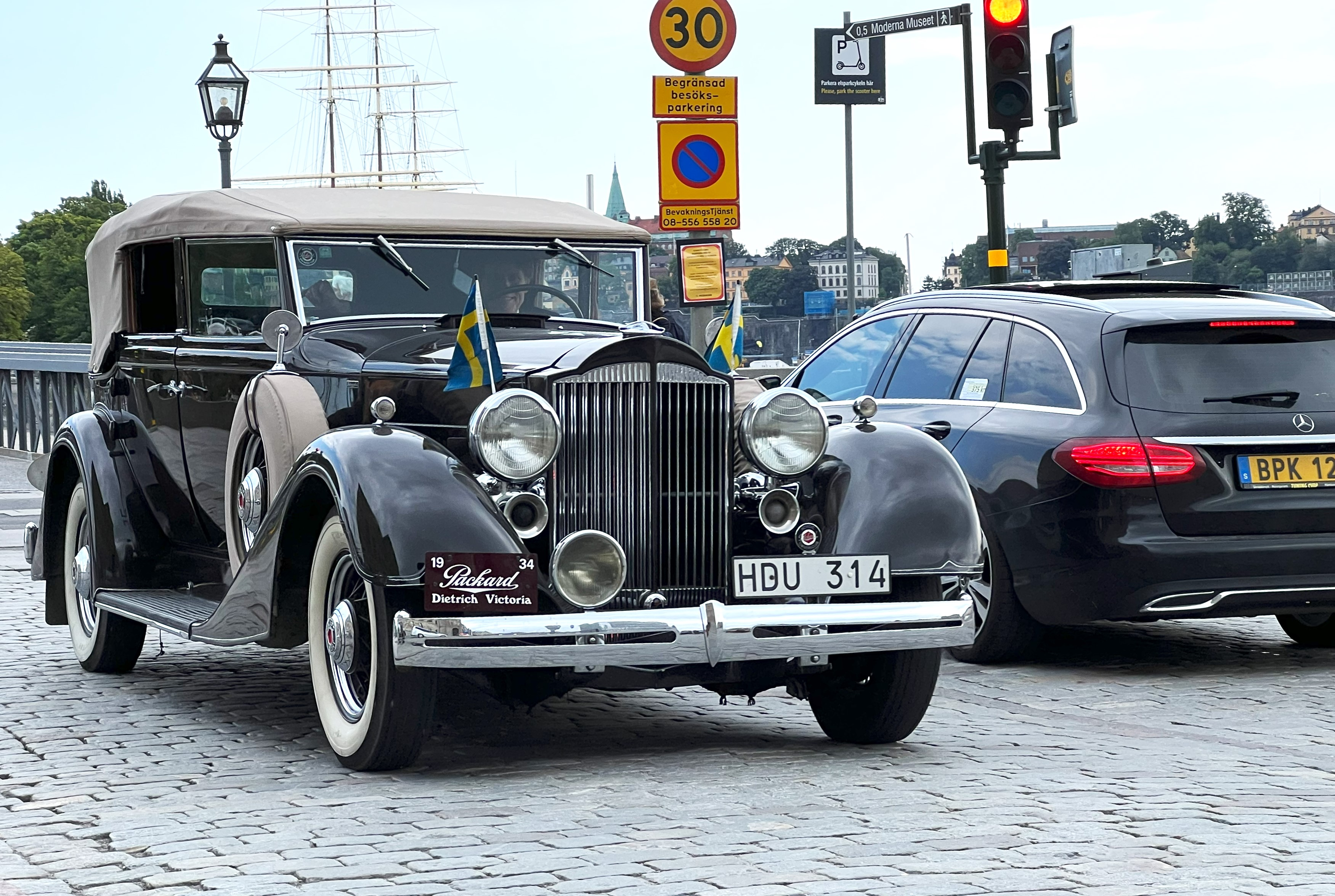
Packard Eight med Dietrich-kaross på Blasieholmen i Stockholm

Dietrich Inc. var en amerikansk karossbyggare, som grundades 1925 i Detroit av Raymond Dietrich, som tidigare varit medgrundare av LeBaron Inc. i New York. Hälftenägare var karossbyggaren Murray Corporation of America i Detroit, som var en stor leverantör av helfärdiga karosser till Ford.
Dietrich Inc. byggde karosser för serietillverkade Packard, Franklin och Erskine. Företaget byggde också enskilda skräddarsydda karosser samt karosser i mycket korta serier för Lincoln och Packard. Raymond Dietrich var också konsult i formgivning för Packard.
Raymond Dietrich lämnade företaget 1930 och företaget lades ned 1936. Dietrich själv var 1932-1938 Chryslers formgivningsavdelning. Han satte senare upp företaget Ray Dietrich Inc, med bland annat Checker Cab Manufacturing Company som kund.  

## Bildgalleri

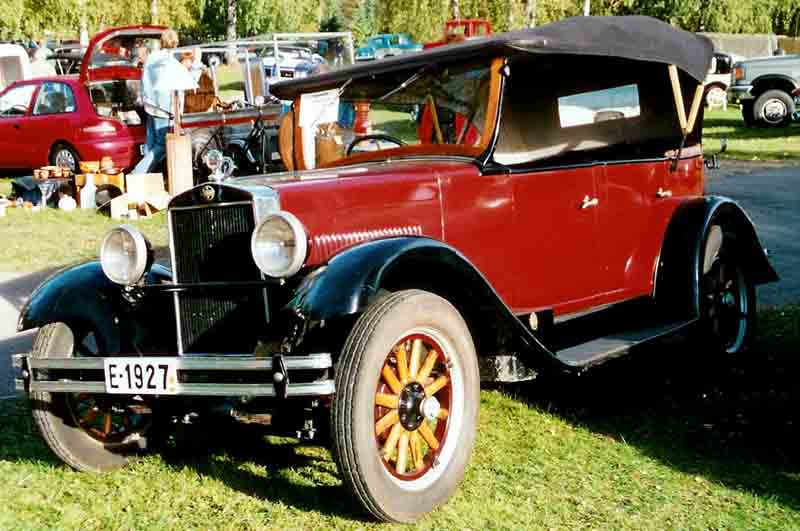
1927 Erskine
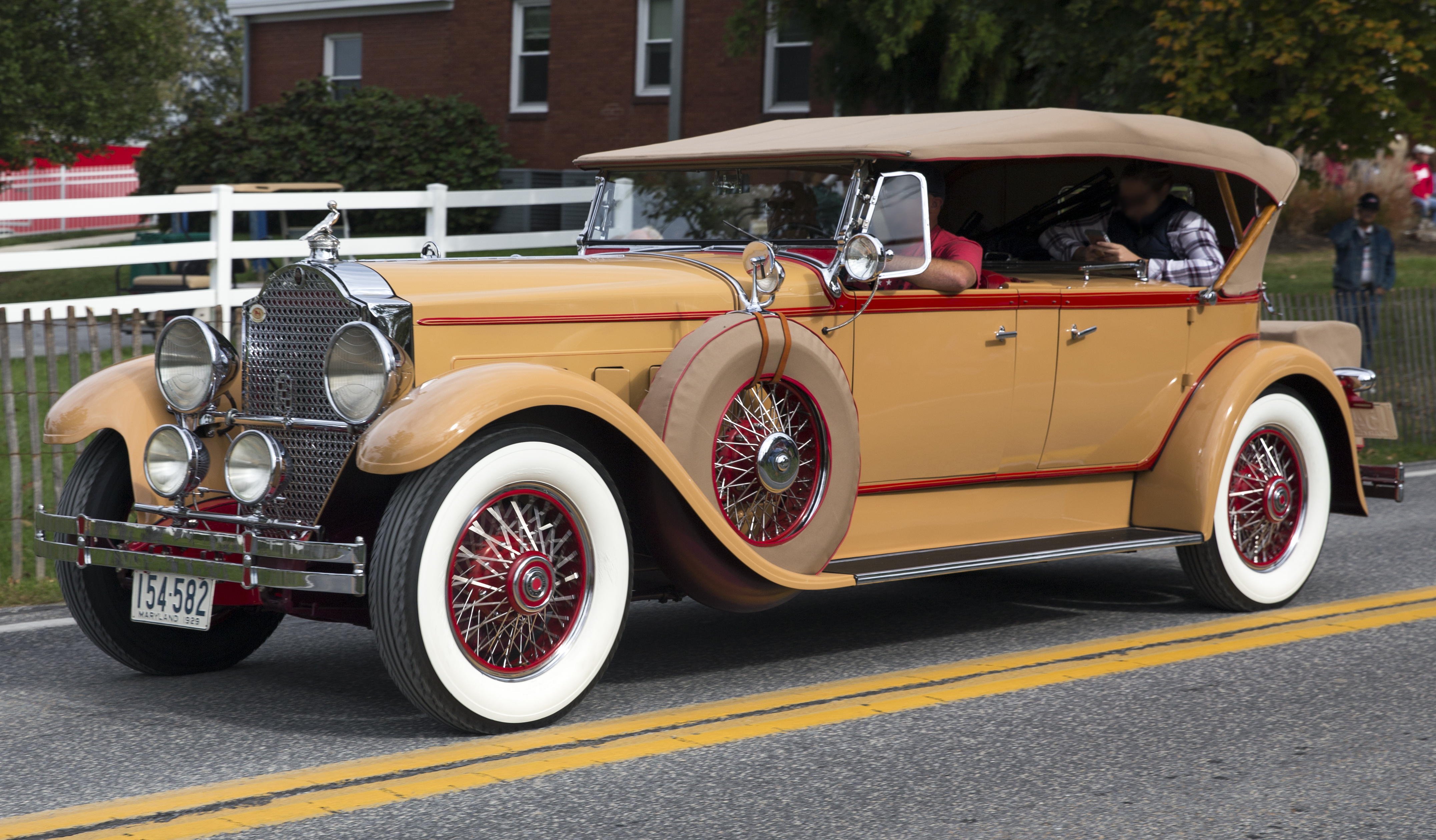
1929 Packard DeLuxe Eight med kaross av phaetonform
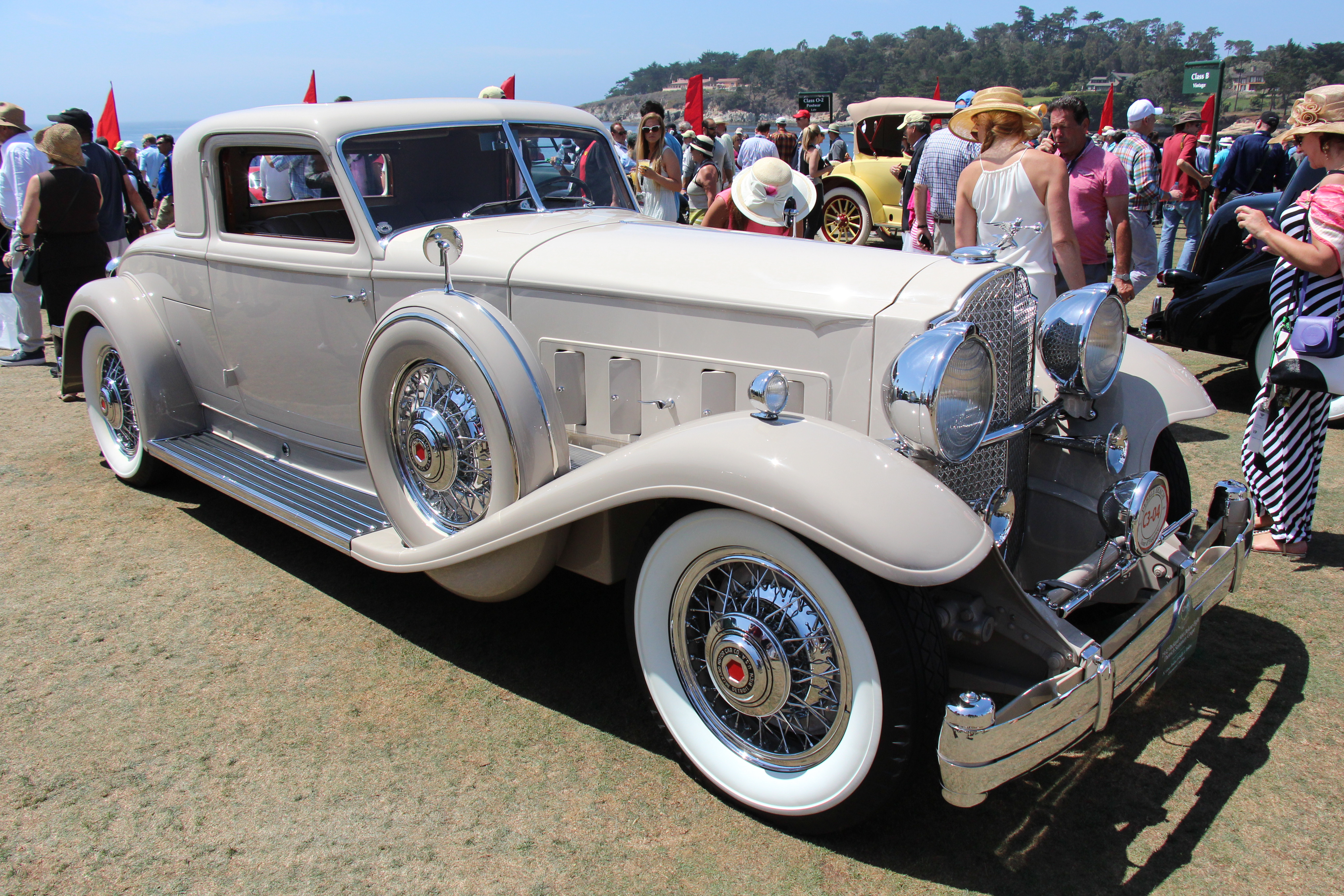
1932 Packard 904 Deluxe 8 Coupe
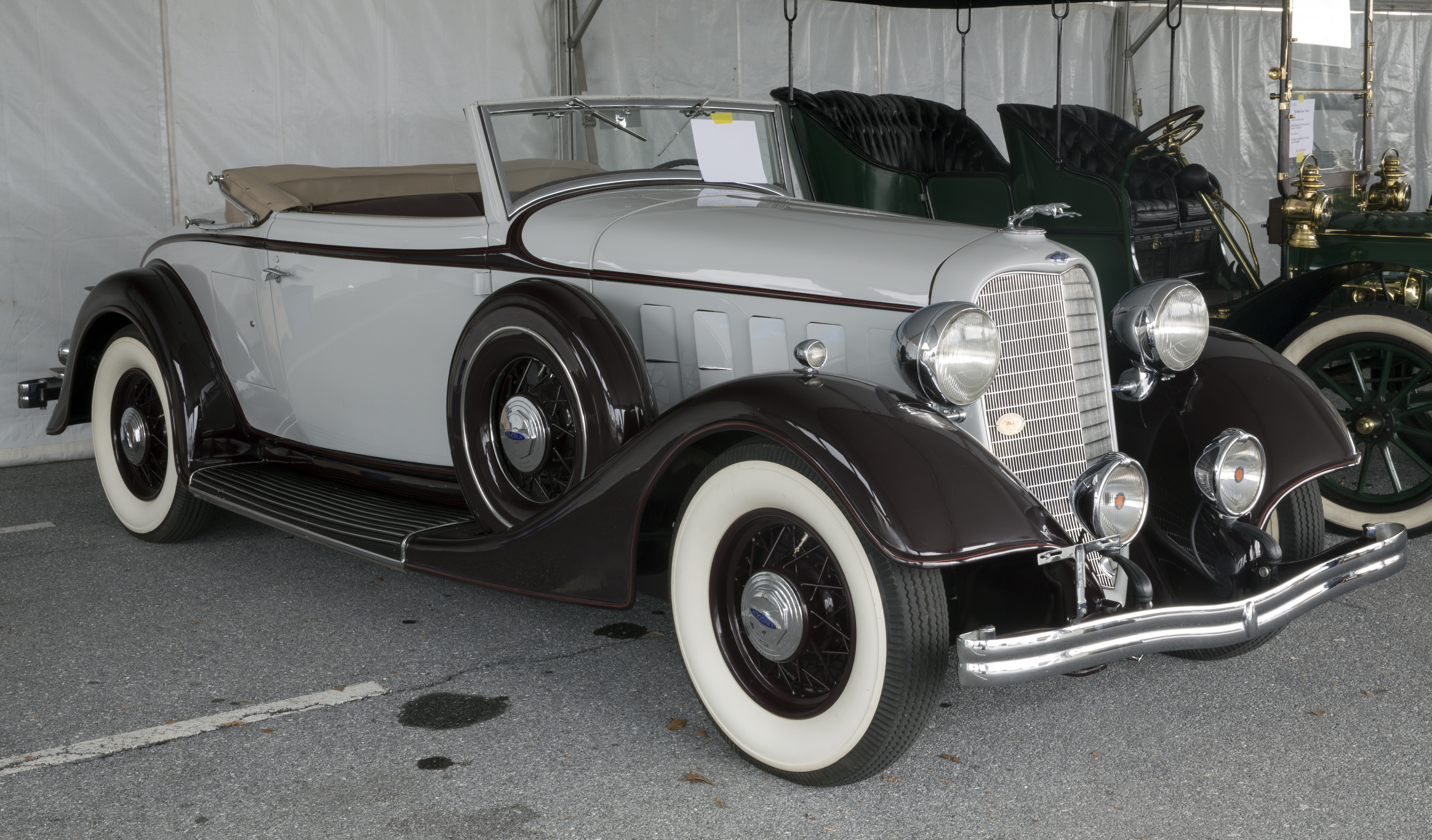
1934 Lincoln KA Coupe Roadster
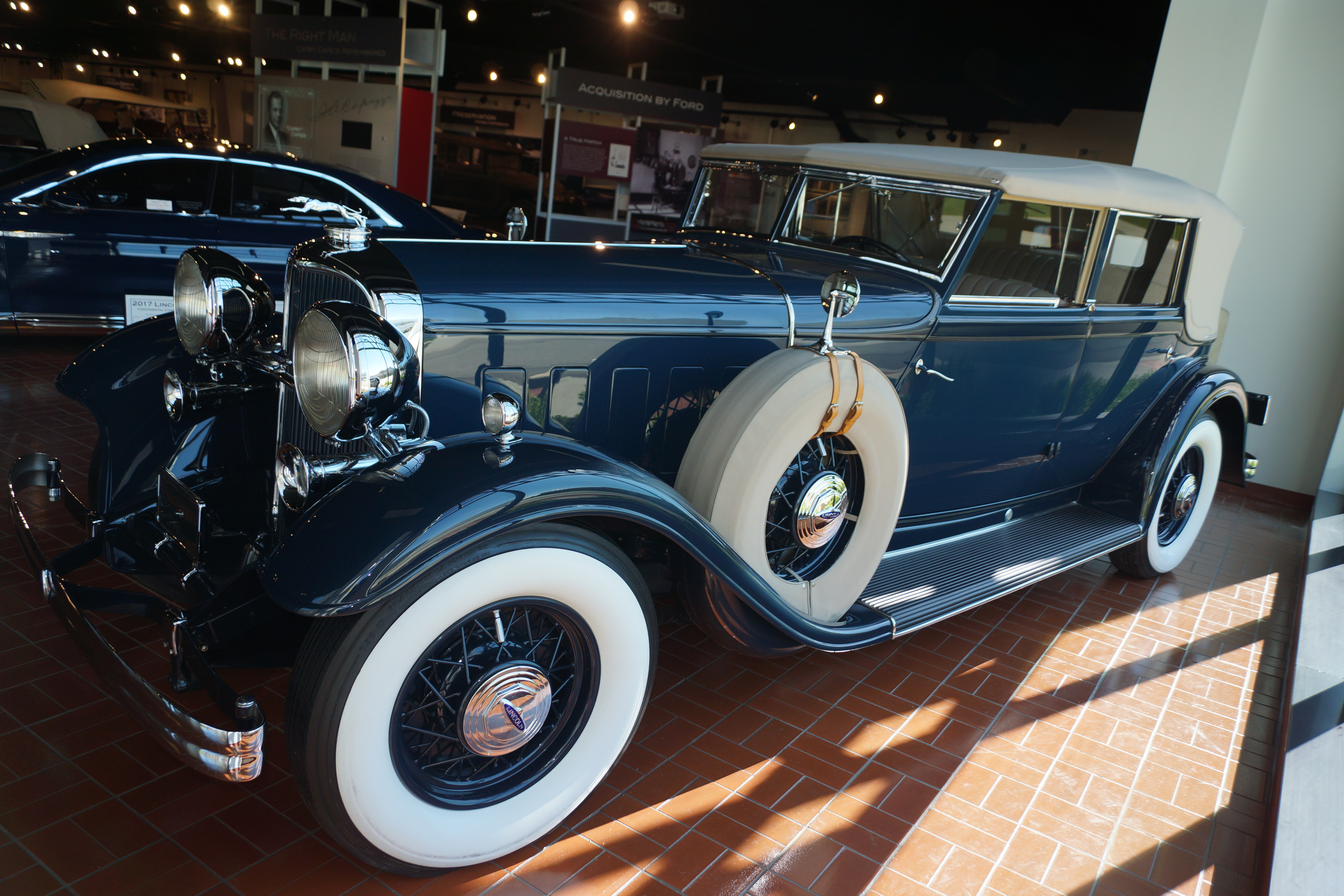
1934 Lincoln KB Convertible Sedan